# 厚木市立北小学校
厚木市立北小学校（あつぎしりつ きたしょうがっこう）は神奈川県厚木市山際にある公立小学校である。通称「北小」。

## 概要
厚木市北部の山際地区にある小学校である。山際地区、下川入地区、棚沢地区のそれぞれ一部区域を学区としている。
1887年（明治6年）開校の「山際学校」と「上依知学校」を前身とし、1964年（昭和39年）に依知小学校の廃止を受け、「依知北小学校」として依知南小学校と共に開校した。その後菁莪（せいが）小学校の併合や校名の改称、分離校の誕生などを経て、2016年（平成28年）に開校50周年を迎えた。
校章は1967年に制定され、形はひし形で、中央に校名の「北小」を記している。模様は地元の山や川、魚を表し、上部には市の西部に聳える大山、左右には中津川と相模川、下部には尾が跳ねる若鮎を配している。
校歌は1969年の制定。鈴木英夫が作詞し、井上武士が作曲を手掛けて、歌の出だしは風土について歌われ、中盤は教育目標にもある「友愛」や「努力」などの語を繰り返す箇所があり、最後は校名の北小学校で締めくくる。歌は1番と2番がある。
児童数および学級数は、2025年度時点で412人、19学級である。児童数は微減傾向が続いており、2018年度から2023年度にかけては400人を割っている。2024年度は増加に転じたものの、今後は再び減少する見込みとなっており、市の推計によると2032年度には300人まで減少するとしている。

## 沿革
- 1964年（昭和39年）4月1日 - 厚木市立依知小学校を廃し、厚木市立依知北小学校として開校[7]。関口812番地に学校機能を置く[注 1][8]。
- 1966年（昭和41年）
  - 4月1日 - 厚木市立菁莪小学校を統合[7]。
  - 7月19日 - 鉄筋コンクリート造3階建て新校舎の起工式を開催。同日を開校記念日に制定[7]。
- 1967年（昭和42年）
  - 2月1日 - 厚木市立北小学校に改称[9]。校章を制定[7]。
  - 4月1日 - 山際658番地（現在地）に移転[10]。
- 1968年（昭和43年）
  - 1月31日 - 県教育委員会より交通安全優良校として表彰される[7]。
  - 11月20日 - 津田文吾県知事より貯蓄優良校として表彰される[7]。
- 1969年（昭和44年）
  - 2月22日 - 県教育委員会より環境美化優良校として表彰される[7]。
  - 10月5日 - 校歌および校旗を制定[7]。
- 1970年（昭和45年）8月6日 - プールを落成[7]。
- 1975年（昭和50年）3月1日 - 校舎を増築[7]。
- 1978年（昭和53年）9月1日 - 鉄筋コンクリート造4階建ての校舎を落成。旧校舎の一部を改築[7]。
- 1981年（昭和56年）
  - 2月28日 - 校舎を増築[7]。
  - 4月1日 - 特別指導学級を開設[7]。
- 1982年（昭和57年）7月10日 - 新プールを落成[7]。
- 1983年（昭和58年）3月25日 - 体育館を落成[7]。
- 1985年（昭和60年）3月31日 - 従来の平屋建てプレハブ校舎を解体し、新たに2階建てプレハブ校舎を建設[7]。
- 1987年（昭和62年）4月1日 - 厚木市立依知小学校の開校につき、学区を再編[7]。
- 1992年（平成4年）4月1日 - 日本語教室を開設[7]。
- 1995年（平成7年）4月1日 - 厚木市立上依知小学校の開校につき、学区を再編[7]。
- 1999年（平成11年）4月1日 - ことばの教室を開設[7]。
- 2002年（平成14年）2月 - ミニ植木園を設置[7]。
- 2004年（平成16年）5月 - 給食調理場を整備し、自校方式の給食を開始[7]。
- 2007年（平成19年）11月16日 - 学習室4（肢体不自由児の特別支援学級）を開設[7]。
- 2013年（平成25年）8月 - 校庭を全面改修[7]。
- 2016年（平成28年）7月21日 - 創立50周年記念式典を開催[3]。
- 2017年（平成29年）11月1日 - コミュニティ・スクールを導入（同月16日には学校運営協議会を発足[7]）[11]。
- 2018年（平成30年）4月1日 - ことばの教室を通級指導教室に改称[7]。

## 教育目標
教育目標に友愛（よくあそび）、努力（よくまなび）、感動（ともにかがやく）を掲げている。
めざす子どもの姿（北っ子のめあて）は
- なかよく助け合う子【徳 豊かな心】
- 進んで学び、よく考える子【知 確かな学力】
- 明るく元気で、粘り強い子【体 健やかな体】

を掲げている。

## 施設概要
主な施設。校地面積は17,701平方メートルである。
- 校舎 - 総面積は6,684平方メートル[1]。
  - 北棟 - 1978年竣工の鉄筋コンクリート造4階建てで、延床面積は3,626.24平方メートル[7][13]。
  - 南棟 - 1967年竣工の鉄筋コンクリート造3階建てで、延床面積は2,437.55平方メートル[7][13]。
  - 西棟 - 1975年竣工の鉄筋コンクリート造3階建てで、延床面積は578.25平方メートル[7][13]。
- 体育館 - 1983年竣工の鉄骨造2階建て[7][13]。建築面積は1,047平方メートルで、延床面積は1,157.96平方メートル[1][13]。
- プール - 1982年竣工で、面積は325平方メートル[7][1]。
- 校庭 - 面積は9,562平方メートル[1]。
- 調理場 - 2004年竣工の鉄筋コンクリート造平屋建てで、延床面積は297.70平方メートル[7][13]。

旧耐震基準で建設された校舎3棟は、1999年度から2009年にかけて耐震補強工事を実施している。

## 学区
- 山際（一部）
- 下川入（一部）
- 棚沢（一部）

出典：

## 進学先の中学校
- 厚木市立藤塚中学校[2]

## アクセス
- 神奈中バス「山際」停留所から徒歩で約2分

## 周辺
- ZOA厚木店
- 上荻原公園
- 依知北公民館

## 著名な出身者
- 竹下瑛広 - プロ野球選手[15]